# Jacques Godin (acteur)
Pour les articles homonymes, voir Godin et Jacques Godin.
Jacques Godin est un acteur québécois, né Joseph Ozias Jacques Godin le 14 septembre 1930 à Montréal et mort le 26 octobre 2020 dans la même ville.

## Biographie
Il est le fils d'Alphonse Godin et de Jeanne Picard. Il fait partie de la vie culturelle québécoise depuis plus de 60 ans. Il a joué dans près de 240 productions au cinéma, au théâtre et à la télévision. Durant sa carrière, il a surtout interprété des premiers rôles. Le 22 juin 2017, il a été récipiendaire de l'Ordre national du Québec (Chevalier), pour sa contribution à la scène culturelle québécoise. En 2020, il s'est vu décerner le titre de Compagnon des arts et des lettres du Québec décerné par l'Ordre des arts et des lettres du Québec.
Il a vécu ses jeunes années rue Therrien, à St-Henri, Montréal. Il commence à faire du théâtre amateur vers l'âge de 16 ans, dans les salles paroissiales et commence sa carrière professionnelle dans les radioromans de CKAC, de CKVL et de Radio-Canada.
Jacques Godin occupe une grande place à la télévision dès les années 1950 alors que la télévision de Radio-Canada voit le jour. Il se fait connaître rapidement dans le rôle de Radisson. Il incarnera plus d'une centaine de rôles dans des télé-théâtres, des téléromans et des séries dramatiques : Des souris et des hommes, Septième Nord, Montréal P.Q., Sous le signe du lion, etc.
Il a joué dans une soixantaine de pièces de théâtre. Il a incarné des personnages forts comme Mycroft Mixeudeim dans La Charge de l’orignal épormyable de Claude Gauvreau ou Sigmund Freud dans Le Visiteur d'Éric-Emmanuel Schmitt.
Au cinéma, il a joué dans une cinquantaine de films dont : La dernière fugue, La donation, Being at Home with Claude, Salut Victor !, Équinoxe, Pouvoir Intime, Gaspard et fils, O.K. ... Laliberté, etc. Il a participé également à une vingtaine de courts métrages.
Depuis 2013, Jacques Godin présente des récitals de poésie avec le pianiste et compositeur Philippe Prud'homme. En 2018, ils ont présenté un spectacle au Festival international de la poésie de Trois-Rivières.
Jacques Godin a notamment remporté onze prix d’interprétation de premiers rôles pour la télévision, le théâtre, le cinéma et, plus récemment, pour la websérie Vieux Jeu (trois prix internationaux).
Sensible au bien-être et à la souffrance des êtres vivants, il milite contre toute forme de cruauté à l'endroit des animaux depuis les années 1980,. D'abord végétarien dans les années 1980, il est devenu végétalien au début des années 2000.
Il meurt le 26 octobre 2020 à l'Hôpital de Verdun à Montréal d'une défaillance cardiaque.

## Formation
- Atelier du Théâtre du Nouveau Monde, 1953- 1955
- L’Atelier Georges Groulx, 1956-1957
- Baccalauréat Sciences comptables, HÉC, Université de Montréal, 1953
- Corps-école des officiers canadiens (CÉOC — COTC en anglais), lieutenant de réserve, 1949-1951

## Filmographie

### Cinéma
- 1956 : Le Retour (court-métrage) de Bernard Devlin
- 1964 : Lettres à un funambule de Jacques Gagné
- 1964 : The Luck of Ginger Coffey (en) d'Irvin Kershner : policier
- 1965 : Astataïon ou le Festin des morts de Fernand Dansereau : chef huron
- 1965 : Pas de vacances pour les idoles de Denis Héroux : gangster
- 1972 : Et du fils de Raymond Garceau : Noël Boisjoli
- 1973 : La Lunule de Harvey Hart : commissaire
- 1973 : O.K. ... Laliberté de Marcel Carrière : Paul Laliberté
- 1973 : La Dernière Neige (moyen-métrage) d'André Théberge
- 1974 : Par le sang des autres de Marc Simenon : Francis
- 1975 : L'Inconnu (moyen-métrage) de Ian Ireland
- 1977 : One Man (en) de Robin Spry : Jaworski
- 1979 : À nous deux de Claude Lelouch : commandant Strauss
- 1981 : L'Homme de Prague de Charles Jarrott : Argus
- 1981 : Gabrielle de Larry Kent : M. Daneault
- 1981 : Une aurore boréale de René Lucot : le père de Pierre
- 1981 : L'Homme de Prague (The Amateur) de Charles Jarrott : Argus
- 1982 : La Quarantaine d'Anne Claire Poirier : Tarzan
- 1984 : Mario de Jean Beaudin : père
- 1986 : Équinoxe d'Arthur Lamothe : Guillaume
- 1986 : Pouvoir intime d'Yves Simoneau : Théo
- 1986 : La Bioéthique: une question de choix, l'homme à la traîne (court-métrage) de Jean Beaudin
- 1987 : La Guerre oubliée de Richard Boutet : caporal
- 1987 : Henri de François Labonté : père
- 1988 : Gaspard et fils de François Labonté : Gaspard
- 1988 : Salut Victor ! de Anne Claire Poirier : Victor Laprade
- 1990 : Sanity Clause de David Barlow : Bud Applebanks
- 1991 : Alisée d'André Blanchard : Georges-Étienne
- 1992 : Being at Home with Claude de Jean Beaudin : Robert
- 1996 : La Nuit du déluge (en) (court-métrage) de Bernard Hébert : père
- 1997 : La Conciergerie de Michel Poulette : Thomas Colin
- 1999 : Monsieur, monsieur (court-métrage) de Stefan Miljevic : monsieur #1
- 2001 : Vous êtes ici (court-métrage) de Philippe Gagnon : Alain Rouleau
- 2003 : G (court-métrage) de Gilles Marcot
- 2003 : Nez rouge d'Érik Canuel : juge Godbout
- 2007 : Dans une galaxie près de chez vous 2 de Philippe Gagnon : spectre 4
- 2008 : 4891, 5e avenue (court-métrage) de Gabriel Perron : veuf
- 2009 : Day Before Yesterday (court-métrage) de Patricia Chica (en) : détective principal
- 2009 : La Donation de Bernard Émond : docteur Yves Rainville
- 2009 : Cinéma des aveugles (court-métrage) de Daniel Canty : Ambroise Elipo
- 2009 : Le Cirque (court-métrage) de Nicolas Brault : voix hors champ
- 2010 : La Dernière Fugue de Léa Pool : Adrien
- 2010 : Les Mots gelés (court-métrage) d'Isabelle D'Amours : père
- 2011 : Après la peine (court-métrage) d'Ahn-Minh Truong : bourreau
- 2012 : Chloé (court-métrage) de Marc-Olivier Comeau : Pierre
- 2014 : Love Projet de Carole Laure : membre du club
- 2016 : Origami de Patrick Demers : Ben Cesco
- 2019 : Ce matin qui dura six ans (court-métrage) d'Eric Labelle[12] : vétéran

### Télévision
,
- 1955 : Un cas intéressant (Dino Buzzati). SRC
- 1955 : 14, rue de Galais (André Giroux). Rôle : Lionel Ménard. SRC
- 1955 : La Nuit du carrefour (Georges Simenon). Rôle : Valentin. SRC
- 1955 : La Mouette (Anton Tchekhov). Rôle: Sorine . SRC
- 1955-1958 : Cap-aux-sorciers (Guy Dufresne). Rôle : marin. SRC
- 1956 : Le Vent sur la falaise (Jean Laforest). Rôle : Anselme. SRC
- 1956 : Passe-partout: le retour (George Salverson). Rôle : détenu. SRC
- 1957 : Sylvie et le Fantôme (Alfred Adam). SRC
- 1957 : Les Hommes libres (François Moreau). Rôle : Igor. SRC
- 1957-1959 : Radisson (Jean-Desprez et al.). Rôle : Pierre-Esprit Radisson. SRC
- 1958 : Littles Loaves of St-Geneviève (Phyllis Lee Peterson). Rôle : Jean-Paul. CBC
- 1958 : Propriétaire d'un jour (Monique Dumais). Rôle : Tom. SRC
- 1958 : Un instant de ta vie (Jean-Raymond Boudou). Rôle : Chaplon. SRC
- 1958 : La tenue de soirée est de rigueur (Paul Alain). Rôle : Lucien. SRC
- 1958-1959 : CF-RCK (Jean Laforest). Rôle : Fred . SRC
- 1958-1961 : Le Courrier du Roy (Réginald Boisvert). Rôle : Longshot. SRC
- 1959 : Les Belles Histoires des pays d'en haut (Claude-Henri Grignon). Rôle : Ben Ducresson. SRC
- 1959 : Absalon mon père (Jean-Robert Rémillard). Rôle : Joel Latour. SRC
- 1959 : Deux tours d’horloge (William Edwards). Rôle : Jean Bélair. SRC
- 1959 : Il neigera sur l'île (Jean-Robert Rémillard). Rôle : Darcy Breton. SRC
- 1959 : L'Enjeu (Maurice Gagnon). Rôle : Vaillant. SRC
- 1959 : L’Otage (Charles Cohen). Rôle : chef. SRC
- 1959-1962 : Équation à deux inconnus (Marcel Dubé). Rôles : Patrick et Pierre. SRC
- 1959-1962 : Ouragan (Bernard Tremble). SRC
- 1959-1963 : Le Grand Duc (Luan Asllani et al.). Émission pour enfants. SRC
- 1960 : Antoine et sa montagne (Yves Thériault). Rôle : Antoine. SRC
- 1960 : L'Escale (Maurice Gagnon). Rôle : Jim Hillier. SRC
- 1960 : L’Exilé (André Berthiaume). Rôle : l'exilé. SRC
- 1960 : Lament for Harmonica (Gwen Pharis Rignwood), CBC
- 1960 : Noces de sang (Federico García Lorca). Rôle : Leonardo. SRC
- 1960 : Un pari de milliardaire (Albert Husson). SRC
- 1960 : Vent d’Es (Pierre Perrault). Rôle : Angelo. SRC
- 1960 : Yerma (Federico Garcia Lorca). Rôle : Victor. SRC
- 1960-1961 : La Force de l’âge (Réginald Boisvert). SRC1960 : The Inquest (John Whelan). Rôle : Joe Beris. CBC
- 1961 : Volpone (Ben Jonson). Rôle : Léone. SRC
- 1961 : La Petite Lune d’Alban (James Costigan). Rôle : Pat Keegan. SRC
- 1961 : The Long Night (Joseph Schull). Rôle : Charette. CBC
- 1962 : Mort d'un commis voyageur (Arthur Miller). Rôle : Biff. SRC
- 1962 : Antigone (Jean Anouilh). Rôle : garde. SRC
- 1962 : Entre deux eaux : animateur. SRC
- 1962 : Oraison funèbre (Hubert Aquin). Rôle : Marcel Rolin. SRC
- 1962-1964 : Les Enquêtes Jobidon (Albert Brie et al). Rôle : voleur. SRC
- 1963 : La Nuit du 16 janvier (Ayn Rand). SRC
- 1963 : Heliotrope, Shoestring Theatre, CBC
- 1963 : La Dernière Heure (Ben Hecht, Charles Macarthur). SRC
- 1963-1966 : Ti-Jean Caribou (Guy Fournier et al.). Rôle : Mathurin, le jardinier. SRC
- 1963-1967 : Septième nord (Guy Dufresne). Rôle : Albert Quesnel. SRC
- 1963 : Le Saut périlleux (Pierre Dagenais). Rôle : Dr Lavigne. SRC
- 1964 : Blues pour un homme averti (Claude Jasmin). Rôle : Léo Longpré. SRC
- 1964 : L’Étrangère (Robert Élie). Rôle : Nick. SRC
- 1964-1965 : Des fourmis et des hommes (D. McIntyre). Rôle : animateur. SRC
- 1965 : Madame Maura (Lise Léveillée). Rôle : Daniel Campbell. SRC
- 1965 : Le Disciple du diable (George Bernard Shaw). Rôle : Richard Dudgeon. SRC
- 1965 : Tuez le veau gras (Claude Jasmin). Rôle : Paul. SRC
- 1966 : Au-dessus de tout (Paul Chamberland). Rôle : Pierre Beauchemin. SRC
- 1966-1967 : L'Île au trésor (en) (Walter Ulbrich). Rôle : Israel Hands. SRC, coprod. FR-IT-CAN
- 1967 : Faux Bond (Jean-Charles Tachella). Rôle : mécanicien. SRC, coprod. FR-CAN
- 1968-1969 : Les Martin (Richard Pérusse). Rôle : Éloi Martin. SRC
- 1969 : Trois Petits Tours (Michel Tremblay). Rôle : Johnny Mangano. SRC
- 1970 : La Boîte à Surprise (Roland Lepage). SRC
- 1970 : Sébastien et la Mary-Morgane (Cécile Aubry). Rôle : Jonathan. SRC, coprod. FR-CAN
- 1970 : Le Gardien (Harold Pinter). Rôle : Mick. SRC
- 1970-1975 : Mont-Joye (Réginald Boisvert). Rôle : Eudore Meunier. SRC
- 1971 : Des souris et des hommes (John Steinbeck). Rôle : Lenny. SRC
- 1971 : Riel and the National Dream. Rôle : Gabriel Dumont. CBC
- 1971-1973 : La Feuille d'érable (André-Paul Antoine, Réginald Boisvert). SRC, coprod. FR-BEL-CHE-CAN
- 1972-1975 : Les Forges de Saint-Maurice (Guy Dufresne). Rôle : Belut,. SRC
- 1973 : Mademoiselle Julie (August Strindberg) Rôle : Jean. SRC
- 1973 : À chacun sa leçon (Robert Choquette). SRC
- 1973 : Témoignages (Paul Siegrist et al.). Rôle : mari. SRC, coprod. FR-CHE-CAN
- 1975 : Histoire du zoo (Edward Albee). Rôle : Jerry. SRC
- 1975 : October Crisis (Mark Blandford). Rôle : Pierre Laporte. CBC
- 1976 : The Man Inside (Tony Sheer). Rôle : Cross[15]. CBC, coprod.: ÉU-CAN
- 1976 : Une femme trop honnête (Armand Salacrou). Rôle: Albert. SRC
- 1976 : Edna (Guy Bouchard). Rôle : Albie. SRC
- 1976 : Le Sea Horse (Edward J. Moore). Rôle : Harry Bales. SRC
- 1977 : Le Vélo devant la porte (Marc-Gilbert Sauvageon). Rôle : Glenn. SRC
- 1977 : Plus ça change, plus c'est pareil (Dominique de Pasquale, Ronald Prejent). Rôle : Johnnie. SRC
- 1978 : Journal en images froides, épisode 19 de la série Scénario (Marie-Claire Blais). Rôle : père. SRC
- 1978 : Le Procès d'Andersonville (Saul Levitt). Rôle : N. Parer Chipman. SRC
- 1978 : Décembre (Guy Dufresne). Rôle : Steve Rajotte. SRC
- 1979 : Arianne (N. Bornemisza, D. Cousineau-Fancott). Rôle : Guy. SRC
- 1979 : Plainte contre inconnu (Georges Neveux). Rôle : Pierre Plouchkine. SRC
- 1980 : Jeux du hasard (série Aéroport) de Louis-Georges Carrier : David
- 1981 : L’Été (Nicole Lafrance). Rôle : Antoine. SRC
- 1981 : Une aurore boréale (Jacques Folch-Ribas). Rôle : père de Pierre. SRC, coprod. FR-CAN
- 1982 : Les Grands Esprits (Jean Boisvert). Rôle : Pontiac. SRC
- 1982 : Les Passeuses (Pierre Morency). Rôle : Castor. SRC
- 1983 : Marc-Aurèle Fortin ou la manière noire (Christian Delmas). Rôle : Marc-Aurèle Fortin. Télé-Québec
- 1983 : Court-circuit (série Aéroport) de Jean-Claude Labrecque : médiateur extraordinaire
- 1984 : L'Écaille (Aimée Danis). Télé-Québec
- 1985 : Un amour de quartier (Claire Wojas). Rôle : Lucien Larivière. SRC
- 1987 : Traquenards (Bruno Carrière, Gilles Parent). SRC, coprod. FR-CAn
- 1987 : Les Bottes (Michel Poulette). Rôle : policier. SRC
- 1988 : Sommes-nous tous des orphelins ? (Claude Jasmin). Rôle : boxeur. SRC
- 1989 : Crazy People (G. McCowan). Rôle : Bud Applebanks. CBC
- 1989 : Road to New Hope (Yves Boisset). Coprod. FR-CAN
- 1991 : L’Écran classique (G. Hoss). Rôle : Victor Hugo. Canal Vie
- 1991 : Frontière du crime (série Haute Tension)  d'Yves Boisset : Wayne
- 1992 : La Charge de l'orignal épormyable (Claude Gauvreau). Rôle : Mycroft Mixeudeim. SRC
- 1992-1994 : Montréal P.Q. (Victor-Lévy Beaulieu). Rôle : Victor Téoli. SRC
- 1992 : Maria des eaux vives (Jean-Pierre Jaubert). Rôle : Frédéric. TVA
- 1993-1994 : Graffiti (Maryse Pelletier). Rôle : Mathieu O’Connell. Radio-Québec
- 1994 : Inside the Vatican With Peter Ustinov (John McGreevy). Rôle : Charlemagne. PBS
- 1994 : Syncope (René Gingras). Rôle : Pitt. SRC
- 1994 : Scoop (Fabienne Larouche, Réjean Tremblay). Rôle : Laurier Grégoire. SRC
- 1994 : Les Grands Procès: Tuxedo Kid (Mark Blandford). Rôle : Me Gérard Fauteux. TVA
- 1995 : Innocence (Fabienne Larouche, Réjean Tremblay). Rôle : Godbout. TQS
- 1995 : Le Mot de la fin (Guy Fournier). Rôle : Serge. SRC
- 1995-1996 : Urgence (Fabienne Larouche, Réjean Tremblay). Rôle : Jean-Marie Trudeau. SRC
- 1996 : Lobby (Michelle Allen). Rôle : riche industriel. TVA
- 1996 : Jasmine (Jean-Claude Lord). Rôle : Damien Rouleau. TVA
- 1997-1999 : Sous le signe du lion (Françoise Loranger). Rôle : Jérémie Martin. SRC
- 1998, 2000 : Pièces à conviction. Rôle : présentateur. Canal D[16]
- 1999 : Ent'Cadieux (Guy Fournier). Rôle : Raymond Lachance. TVA
- 1999 : Chartrand et Simonne (Diane Cailhier). Rôle : Père Abbé. SRC, Télé-Québec
- 2001 : Si la tendance se maintient (Martin Forget). Rôle : Roch Sirois. TVA
- 2002 : Grande Ourse (Frédéric Ouellet). Rôle : Dr Mondoux. SRC
- 2002 : Samuel et la Mer (Guy Fournier). Rôle : Gilbert. SRC
- 2003 : Solström, Cirque du soleil. (Pierre Gagnon et al.) . Rôle : grand-père. Bravo (É-U) et al
- 2003 : Jacques Brel, svp (Diane Dufresne, TV5) : chanteur de 3 chansons de Brel . TV5
- 2003 : Hommes en quarantaine (Emmanuel Aquin et al.). Rôle : Pépé William. TVA
- 2003 : The Last Casino (Steven Westren). Rôle : Saunders. The Movie Network (TMN)
- 2004 : The Louise Arbour Story: Hunt for Justice (Ian Adams, Riley Adams). Rôle : général Léveillé. CTV, ARTE Deutcschland
- 2009-2013 : Toute la vérité (A. Piérard et B. Dansereau). Rôle : Julius Desbiens. TVA
- 2014 : Mensonges (Gilles Desjardins). Rôle : H. Prud’homme. TVA
- 2014-2016 : Mémoires vives (Chantal Cadieux). Rôle : Réal Pinard. SRC

### Websérie
- 2017 : Vieux jeu (Quentin Fabiani). TV5 . Rôle: Adrien [17]

## Théâtre
- 1949: La passion du Christ. Salle Cartier, Paroisse St-Henri. Théâtre amateur. Rôle: Jésus Christ
- 1953 : Le Chant du cygne (Anton Tchekhov). Atelier Georges Groulx
- 1955 : Le Barrage (Marcel Dubé). Rôle: draveur. Gésu
- 1955 : Nemo (Alexandre Rivemale). Rôle: Nedland. TNM
- 1956 : Henri V (Willam Shakespeare). Rôle: MounJoye (en anglais). Stratford Festival Ontario
- 1958 : L'Alouette (Jean Anouilh). Rôle: La Trémouille. Comédie canadienne
- 1959 : Venise sauvée (Morvan Lebesque). Rôle: Ascaso. TNM
- 1959 : Plainte contre inconnue (Georges Neveux) Rôle: Plouchkine. Atelier George-Groulx
- 1960 : Fin de partie (Samuel Beckett). Rôle: Hamm. Théâtre de l'Égrégore
- 1961 : Quadrille (Sacha Guitry). Rôle: P de Moranes. Centre d'art de Percé
- 1961 : Balmaseda (Maurice Clavel). Rôle : Carlos. Centre d'art de Percé
- 1962 : Vêtir ceux qui sont nus (Luigi Pirandello). Rôle: consul Grotti. Gésu
- 1962 : L'amour des quatre colonels (Peter Ustinov). Rôle: Ikonenko . Théâtre de la Marjolaine
- 1964 : Le roi se meurt (Eugène Ionesco). Rôle : garde. Théâtre de l'Égrégore
- 1964 : M. Bonhomme et les incendiaires (Max Frisch). Théâtre de l'Égrégore.
- 1964 : Fin de partie (Samuel Beckett). Rôle : Hamm. Théâtre de l'Égrégore
- 1965 : Klondyke (Jacques Languirand). Rôle: Joe. Théâtre Orpheum
- 1966 : Isabelle (Pierre Dagenais). Rôle : Xavier. Gésu
- 1967 : Équation à deux inconnues (Marcel Dubé). Rôle: Patrick. Gésu
- 1967 : On n'aime qu'une fois (Claude Léveillée). Rôle: Louis. Théâtre de la Marjolaine
- 1967 : On a pas tué Joe Hill (Barrie Stavis (en)). Rôle: Ed. Rowan. Théâtre Maisonneuve
- 1967 : Le Bourgeois gentilhomme (Molière). Rôle: maître d'armes. Théâtre Maisoneuve
- 1969-1968 : La Nuit des rois (William Shakespeare). Rôle : Tobie. Cie Jean-Duceppe
- 1970 : L'Idiot (Fiodor Dostoïevski). Rôle: Ragogibe. NCT
- 1970-1971 : Le Prix (Arthur Miller). Rôle : Victor. Cie Jean Duceppe
- 1971 : Un bateau que Dieu.. (Alain Pontaut). Rôle: Faber. Cie Jean Duceppe
- 1971 : Le gardien (Harold Pinter). Rôle: Mick. NCT
- 1971-1972 : La Note de service (Václav Havel). Rôle: patron. TNM
- 1972 : En attendant Godot (Samuel Beckett). Rôle : Vladimir. NCT
- 1973-1975 : Charbonneau et le Chef (John Thomas McDonough). Rôle : Laroche. Cie Jean Duceppe, Centre national des arts
- 1974 : Eux ou la prise du pouvoir (Eduardo Manet). Rôle: Lui. TNM
- 1975-1974 : Le Seahorse (Edward J. Moore). Rôle: Harryé Cie Jean Duceppe, Centre national des arts
- 1978 : Des frites, des frites (Arnold Wesker). Rôle: Caporal Hill. Cie Jean Duceppe
- 1979 : Le Jugement dernier (Jean Daigle). Rôle : Alphonse. Cie Jean Duceppe
- 1979 : Les Aiguilleurs (Brian Phelan (en)). Rôle : Alfred. TNM
- 1979 : Monsieur Bonhomme et les Incendiaires (Max Frisch). Rôle: Goulot. Cie Jean Duceppe
- 1982 : La chambre mandarine (Robert Thomas). Rôle: fonctionnaire. Théâtre de Beloeil
- 1983 : Avec ou sans arbres (Jeannine Worms). Rôel : Léopold. Café de la place
- 1984 : Noces de sang (Federico García Lorca). Rôle: Léonardo. Rideau Vert
- 1985 : L'éducation de Rita (Willy Russell). Rôle: Paul. Rideau Vert
- 1985 : À chacun sa vérité (Luigi Pirandello). Rôle: M. Ponza. Rideau Vert.
- 1987 : La Cerisaie (Anton Tchekhov). Rôle: Lokakhine. Rideau Vert
- 1989 : À vos souhaits (Pierre Chesnot). Rôle: L. Méricourt. Théâtre de l'Estirier
- 1989 : La Charge de l'orignal épormyable (Claude Gauvreau). Rôle: Mixeudeim.Théâtre de Quat'Sous
- 1990 : Votre fille peuplesse par inadvertance (Victor-Lévy Beaulieu). Rôle: Maurice Cossette. Théâtre d'Aujourd'hui
- 1991 : Le Pain dur (Paul Claudel). Rôle : Turlure. Rideau Vert
- 1991 : Vol au-dessus d'un nid de coucou (en) (Dale Wasserman (en)). Rôle: chef Bromden. Cie Jean Duceppe
- 1992 : Sophie et Léon (Victor-Lévy Beaulieu). Rôle: Tolstoï. Théâtre de Trois-Pistoles
- 1993 : Le Cerf-volant (Pan Bouyoucas). Rôle: Dimitri. Théâtre d'aujourd'hui
- 1993 : Fin de partie (Samuel Beckett). Rôle : Hamm. Café de la place
- 1994 : Sainte Jeanne des Abattoirs (Bertolt Brecht). Rôle: Pierpont Mauler. TNM
- 1995 : Le Visiteur (Éric-Emmanuel Schmitt) : Rôle: Freud. Rideau Vert
- 1996 : Variations sur le canard (David Mamet). Rôle : Georges. Espace Go
- 1997 : La vie est un songe (Pedro Calderón de la Barca). Rôle : Basile. TNM
- 1998 : La Grande Magie (it) (Eduardo De Filippo). Rôle: prof. Otto. Cie Jean Duceppe
- 1999 : Hamlet (William Shakespeare). Rôle: roi. Rideau Vert
- 2000 : La Cerisaie (Anton Tchekhov). Rôle : Léonide. TNM
- 2001 : Avec le temps, 100 ans de chansons. Rôle : chanteur-interprète. Rideau Vert
- 2001 : La Poste populaire russe (Oleg Bogayev (en)). Rôle: retraité. Espace GO
- 2003 : L'Impératif présent (Michel Tremblay). Rôle: Alex. Théâtre de Quat'Sous
- 2005 : La Savetière prodigieuse (Federico García Lorca) : Rôle: le savetier. TNM
- 2005 : La Visite de la vieille dame (Friedrich Dürrenmatt). Rôle: l'amant . Rideau Vert

## Radio
Radio-Romans, Radio-Canada (Théâtre Ford, Rue Principale, Radio-Collège, etc.), CKAC

## Récitals poétiques
2022 Récital poétique, Enoch Arden, Radiothéâtre avec Luc Picard, Ici Première. Radio-Canada. Enregistré deux mois avant sa mort et diffusé le 2 janvier 2022
2013-2019  Spectacles avec le pianiste et compositeur Philippe Prud’homme. Festival international de la poésie de Trois-Rivières (2018)  et centres culturels à Montréal, Saint-Jérôme,, Sainte-Mélanie, Joliette et Sorel.

### Répertoire (sélection)
- Enoch Arden (texte : Alfred Tennyson, traduction : Xavier Marmier, musique : Richard Strauss),
- Histoire de Babar, le petit éléphant (texte : Jean de Brunhoff, musique : Francis Poulenc)
- L'Histoire du soldat (texte : Charles Ferdinand Ramuz, musique : Igor Stravinsky)
- Libertad / Quand les hommes vivront d'amour (texte : Jean-Yves Soucy, texte et musique : Raymond Lévesque)
- Michael Bakunin, rentier (texte : Michael Bakunin, musique : Frederic Rzewski)
- Les Rêveries du promeneur solitaire (texte : Léon Rivard, musique : Philippe Prud'homme)
- Ces anges de sang (texte : Fernand Ouellette, musique : Basil Vandervort-Charbonneau)
- Le Corbeau (texte : Edgar Allan Poe, traduction : Charles Baudelaire, musique : Paolo Griffin)
- Le Bateau ivre (Arthur Rimbaud)
- Est-ce ainsi que les hommes vivent ? (Louis Aragon, Léo Ferré)
- Minuit, boulevard du crime (Jean-Roger Caussimon, Éric Robrecht)
- Sur un vœu de Paul Éluard (Jean-Roger Caussimon, Éric Robrecht)
- Les Chiens (Henri Tachan)
- Quand on n'a que l'amour (Jacques Brel)

### Dernier récital, le 9 octobre 2019 à Montréal
- Valse lente (Germaine Tailleferre)
- Je chante pour passer le temps (Louis Aragon, Léo Ferré)
- Sensation / Valse en la bémol majeur, opus 69 no. 1 (Arthur Rimbaud, Frédéric Chopin)
- La Vie antérieure (Charles Baudelaire, Léo Ferré)
- Valse en mi mineur, opus posthume (Frédéric Chopin)
- Les Belles Nuits / Nocturne en mi bémol majeur, opus 9 no. 2 (Jean-Roger Caussimon, Frédéric Chopin)
- Dix Secondes (Vadim Schneider, Philippe Prud'homme)
- Avec le temps (Léo Ferré)
- Le Vaisseau d'or (Émile Nelligan)
- Étude en ré dièse mineur, opus 8 no. 12 (Alexandre Scriabine)
- Colloque sentimental (Paul Verlaine)
- Les Vieux (Jacques Brel)
- Les Îles de l'enfance (Gilles Vigneault) - chanson interprétée en première mondiale par Jacques Godin dans le film Équinoxe d'Arthur Lamothe.
- L'Aieul (Jean-Roger Caussimon)
- Maintenant que la jeunesse (Louis Aragon, Lino Leonardi)
- Entre l'amour et l'amitié (Henri Tachan)

## Prix et honneurs
- 2022 Prix posthume, Radiothéâtre "Enoch Arden",  médaille d’argent, Catégorie Divertissement : Meilleure émission spéciale dramatique. New York Festivals Radio Awards [24]
- 2021 Compagnon de l'Ordre des arts et des lettres du Québec[25]
- 2019 Intronisé membre du Panthéon des Anciens du Collège Mont-Saint-Louis, promotion 1950[26]
- 2019 Prix du meilleur acteur, websérie Vieux Jeux (Quentin Fabiani), Bilbao Seriesland Festival (Espagne)[27]
- 2019 Prix du meilleur acteur étranger, websérie Vieux Jeux (Quentin Fabiani), Buenos Aires Web Fest (Argentine)[28]
- 2018 Prix du meilleur acteur étranger, websérie Vieux Jeux (Quentin Fabiani), Roma Web Fest (Italie)[29]
- 2017 Ordre national du Québec (Chevalier)[30]
- 2012 Prix Gémeaux, meilleur rôle de soutien masculin, dramatique, Toute la vérité, TVA[31]
- 2001 Prix Gémeaux, meilleure interprétation premier rôle masculin, téléroman, Sous le signe du lion , SRC [32]
- 1998 Prix Gémeaux, meilleure interprétation premier rôle masculin, téléroman, Sous le signe du lion, SRC[33]
- 1993 Prix Gémeaux, meilleure interprétation, premier rôle masculin, série ou émission dramatique, La Charge de l'orignal Épormyable, SRC[34]
- 1990 Prix de l'Association québécoise des critiques de théâtre, meilleur interprète masculin, La Charge de l'orignal épormyable saison 1989-1990[35]
- 1976 Prix Anik, meilleure interprétation, rôle masculin, téléthéâtre Le Sea Horse, SRC[36]
- 1973 Canadian Film Awards, meilleure interprétation, premier rôle masculin, O.K. ... Laliberté (Marcel Carrière)[37]
- 1972 Prix Méritas, meilleur comédien, premier rôle, Des souris et des hommes, SRC[38]
- 1970 Prix Méritas, personnalité masculine du théâtre[39]
- 1965 Prix Méritas, meilleur comédien, Septième nord SRC[40]

### Nominations
- 2011 Nomination, Prix Claude-Jutra, meilleur acteur, La dernière fugue (Léa Pool)
- 2004 Nomination, Prix Gémeaux, meilleure interprétation, rôle masculin, catégorie comédie, Hommes en quarantaine (TVA)
- 2002 Nomination, Prix Gémeaux, meilleure interprétation masculine, série ou émission dramatique, Si la tendance se maintient (TVA)
- 1992 Nomination, Prix Génie, meilleure interprétation, premier rôle masculin, Being at Home with Claude (Jean Beaudin)
- 1991 Nomination, Prix Gémeaux, meilleure interprétation, émission ou série jeunesse dramatique, L’écran classique : Canal Famille
- 1989 Nomination, Prix Gémeaux, meilleure interprétation, premier rôle masculin : émission ou minisérie dramatique, Salut Victor, Télé-Québec
- 1969 Prix Méritas, finaliste, catégorie comédien de l'année[41]

## Citation
« Au cinéma, il (ndlr : Jacques Godin) donne le plus souvent vie à un personnage d'homme très viril, habité par une force brutale, inquiétante ou rassurante, mais masquant presque toujours une sensibilité qui jaillit d'autant plus vive qu'elle est profondément enfouie. ».